# Mehrfachmord in Annaberg

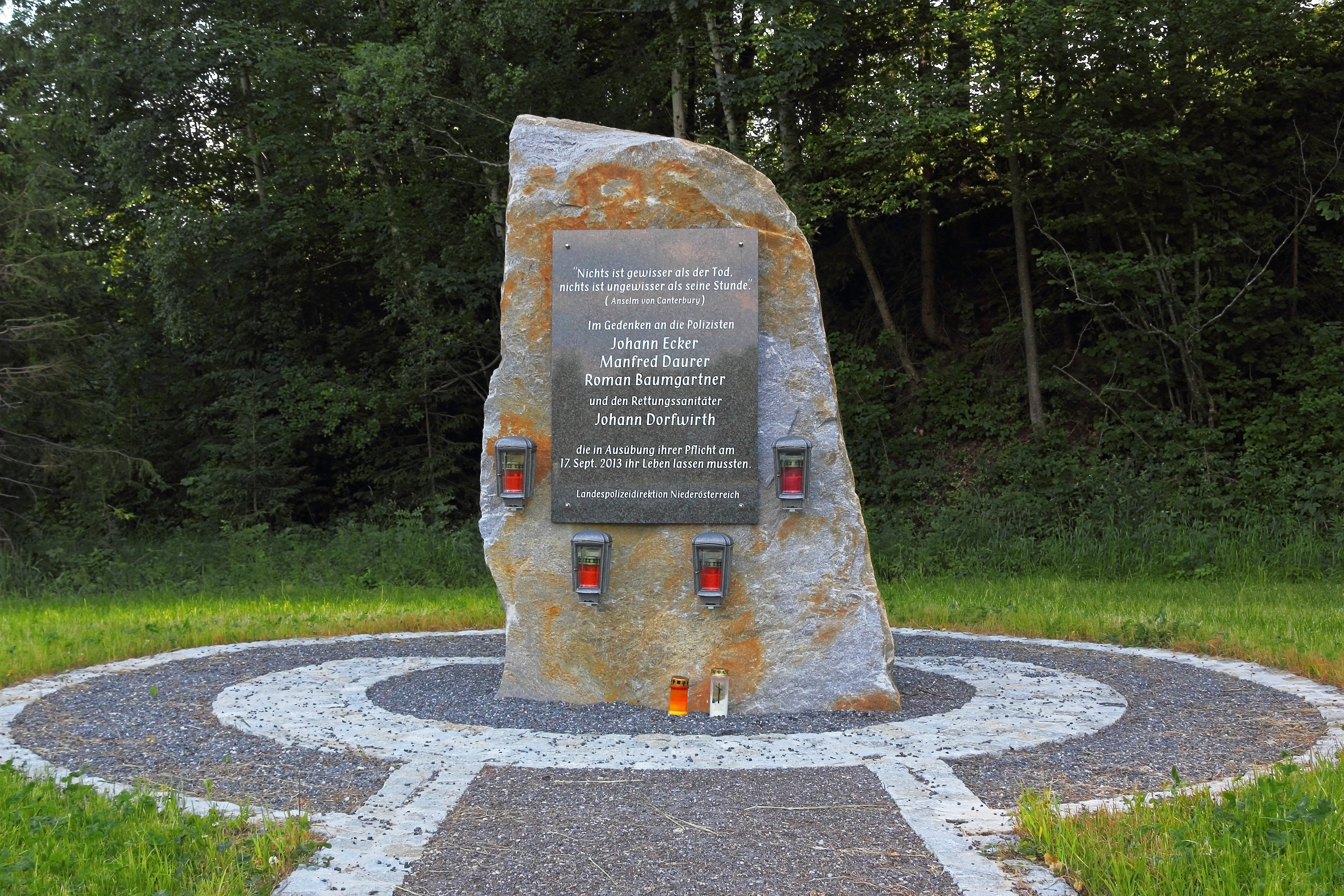
Denkmal für die Opfer des Mehrfachmordes bei Lassingrotte (Juni 2015)

Der Mord an drei Polizisten und einem Sanitäter in Annaberg geschah am 17. September 2013 in Folge einer gescheiterten Kontrolle eines Wilderers. Seit 1945 wurden bei keiner Amtshandlung in Österreich (ausgenommen bei den Polizistenmorden von Linz unmittelbar nach dem Zweiten Weltkrieg) so viele Polizisten getötet. Der Täter nahm sich das Leben, es starben insgesamt fünf Personen.

## Verlauf

### Vorgeschichte
Der Täter Alois Huber galt laut Süddeutscher Zeitung als hervorragender Jäger, fiel in seinem sozialen Umfeld nicht auf und lebte allein auf einem Bauernhof bei Großpriel, einer Katastralgemeinde von Melk in Niederösterreich. Laut der Tageszeitung Die Presse besaß er einen Jagdschein und ein ihm zugewiesenes Revier. Er durfte dort allerdings nur die Jagd auf Niederwild, also etwa Hasen oder Fasane, ausüben. Er war legal im Besitz von sechs Waffen, vor allem für die Jagd, soll nach Berichten österreichischer Medien jedoch auch illegal Handgranaten und weitere Waffen besessen haben. Der zum Zeitpunkt der Tat 55-Jährige arbeitete hauptberuflich als Transportunternehmer.
Seit 2008 hatte die Polizei in mindestens acht Fällen von Wilderei in Niederösterreich und der Steiermark ermittelt. In mindestens acht Fällen wurden Körper von Hirschen gefunden, deren Häupter mit scharfen Klingen abgetrennt worden waren. Die erste derartige Tat wurde im Gesäuse in der Steiermark registriert; zwischen 2009 und 2010 tauchten weitere Fälle im Bezirk Lilienfeld auf.
Im März 2011 wurde ein Wilderer, vermutlich Huber, von einem Jäger im Bezirk Melk auf frischer Tat ertappt. Der Verdächtige attackierte damals den Jäger und flüchtete mit seinem Auto mit gestohlenen Kennzeichen. Huber hatte damit gerechnet, mit dem Vorfall in Verbindung gebracht und von der Polizei gestellt zu werden. Im Juli 2013 begann er, seinen Besitz zu veräußern. So verkaufte er zum Beispiel sein Motorrad, eine BMW R 1200 GS.

### Tathergang
Die Polizei führte im September 2013 eine Überwachungsaktion gegen Wilderer durch, zu der Straßensperren gehörten. Auf der L101 nahe Annaberg geriet Huber in eine solche Kontrolle. Beamten des Einsatzkommandos „Cobra“ gelang es jedoch nicht, Huber zum Anhalten seines Fahrzeuges zu bewegen. Er durchbrach stattdessen die Straßensperre, indem er einen Polizeiwagen rammte und Richtung Äußere Schmelz fuhr. Die Beamten schossen Huber nach und begannen die Verfolgung mit ihrem Streifenwagen. Huber kam von der Fahrbahn ab und durchstieß einen Zaun. Dort eröffnete er mit einem Stg 77 das Feuer. Dabei wurde der Beamte Roman Baumgartner schwer verletzt; er starb zwei Stunden später an Blutverlust im Landesklinikum St. Pölten. Nahe einem Sägewerk schoss Huber auf einen zu Hilfe eilenden Rettungswagen, wodurch ein weiterer Beamter verletzt wurde. Der 70-jährige Sanitäter Johann Dorfwirth des Roten Kreuzes wurde im fahrenden Rettungswagen erschossen, als er dem verletzten Beamten helfen wollte.
Nach dem Schusswechsel flüchtete Huber weiter zu Fuß durch den Wald in Richtung Lassinghof. Er stieß nach ungefähr einem Kilometer auf einen weiteren Streifenwagen und eröffnete sofort das Feuer. Der Beamte Johann Ecker starb sofort an einem Kopfschuss. Der zweite Beamte Manfred Daurer erwiderte das Feuer und traf Huber im Bauchbereich. Dieser schoss abermals zurück und tötete auch den zweiten Beamten Manfred Daurer. Huber entwendete den Streifenwagen und nahm den Körper von Manfred Daurer mit; dieser wurde am späten Nachmittag tot in der Nähe von Hubers Wohnhaus in einer Scheune gefunden und mit Panzerfahrzeugen geborgen. Huber verschanzte sich derweil in seinem auf einer Anhöhe gelegenen Vierkanthof. Laut Polizei schoss er immer wieder aus dem Bauernhaus heraus, sobald er jemanden sah. Am Vormittag und Mittag hatten die Einsatzkräfte stundenlang versucht, mit dem Verdächtigen zu sprechen, doch die Kontaktaufnahme scheiterte. Allerdings telefonierte Huber mit einem Freund und soll dabei seinen Suizid angekündigt haben. Dem Freund gegenüber sagte er, seinen Hund habe er bereits erschossen. Bei dem Telefonat habe er eingeräumt, „der Wilderer vom Annaberg“ zu sein.
Das letzte Lebenszeichen Hubers gab es gegen 17:30 Uhr, als ein einzelner Schuss aus dem Bauernhof abgegeben wurde. Gegen 18:20 Uhr begann ein Einsatzkommando mit dem Zugriff auf dem Gehöft. Zuvor waren Panzerfahrzeuge vor dem Bauernhof vorgefahren. Mehrere Hubschrauber observierten von oben das Gehöft. Die „Cobra“ führte eine „gesicherte Durchsuchung“ des weitverzweigten und verwinkelten Anwesens durch. Am Abend begann es in Strömen zu regnen. Um 19:13 Uhr wurde der Strom im Haus Hubers abgeschaltet; um 19:31 Uhr und um 23:04 Uhr fielen Schüsse auf dem Gelände.
Durch begleitende Ermittlungsarbeiten erfuhr die Polizei von einem Versteck, das nur durch eine Geheimtür zu erreichen war. Die Einsatzkräfte öffneten die Tür und wollten in den Raum eindringen. In dem Raum selbst brannte es jedoch, der zuströmende Sauerstoff fachte die Flammen zusätzlich an. Als das Feuer gelöscht worden war, entdeckte die Polizei eine verbrannte Leiche. Der Körper war zur Unkenntlichkeit verkohlt. Allerdings ging die Polizei davon aus, dass es sich um den Leichnam von Alois Huber handelte.

### Polizeieinsatz
Ein Spezialeinsatzkommando der Polizei rückte nach dem mehrfachen Mord an. Rund hundert Polizisten umzingelten ab 7:00 Uhr das Anwesen Hubers. Die Umgebung wurde großräumig abgesperrt. Ein Kriseninterventionsteam war ebenfalls vor Ort. Mehrere Kontaktaufnahmen zum Täter seitens der Polizei schlugen fehl.
Am Vormittag hatte die Polizei die Medien gebeten, bestimmte Details nicht zu veröffentlichen, um Geiseln zu schützen, die der Mann möglicherweise bei sich haben könnte. Im Lauf des Nachmittags wurden die vier Toten offiziell bestätigt. Um 17 Uhr gab die Polizei eine Pressekonferenz, da sicher war, dass er alleine im Haus war.
Am Einsatz waren rund 135 Polizisten des Sonderkommandos Cobra und 200 Exekutivbeamte beteiligt. Mit der Durchsuchung des Anwesens war die „Cobra“-Einheit rund sechs Stunden beschäftigt.
Schützenpanzer des Bundesheeres waren angefordert worden, damit sich die Polizisten geschützt dem Bauernhaus nähern konnten. Neben einem Radpanzer der Polizei kamen so auch zwei Saurer Schützenpanzer und ein Pionierpanzer des Bundesheeres zum Einsatz. Unsicher war sich die Polizei darin, ob sich Sprengstoff im Haus befindet. Der Entminungsdienst wurde als Vorsichtsmaßnahme hinzugezogen. Da der Amokläufer eine Langfeuerwaffe besaß, hatte die Polizei das Gebiet um das Haus weiträumig absperren müssen. Nachbarn mussten ihre Häuser verlassen.
Eine Evaluierung des Polizeieinsatzes folgte nach dem Amoklauf. Mit der internen Einsatzevaluierung und Gutachtenerstellung beauftragt wurde der Gerichtssachverständige Armin Zotter. Die Polizei dementierte Kritik, sie habe die Gefährlichkeit des Täters unterschätzt.

### Ermittlungen
Nach dem Amoklauf versuchte die Polizei zunächst sicher zu klären, ob es sich bei der Leiche auf dem Hof um Alois Huber handelte. Der Tote war durch einen Kopfschuss gestorben. Die Staatsanwaltschaft St. Pölten ging von einem Suizid aus. Die Leiche wurde obduziert. Der Leichnam war von Angehörigen identifiziert worden.
Das Feuer auf dem Hof wurde gelegt und hatte bereits längere Zeit gebrannt, als die Polizei zugriff.
Bei den auf dem Anwesen sichergestellten Waffen handelt es sich um zahlreiche Lang- sowie Faustfeuerwaffen. Die Polizei überprüfte deren Herkunft, da unsicher war, ob alle legal erworben worden waren. Zusammenhänge mit einer schon länger zurückliegenden Einbruchs- und Brandstiftungsserie in Jagdvillen im Umkreis des Täters wurden geprüft. Es war jeweils in Jagdvillen und -schlösser eingebrochen worden, dabei wurden ausschließlich Jagdgewehre entwendet. In vielen Fällen wurde danach das Haus angezündet. Ein „Cobra“-Kommandant sagte, im Keller von Huber sei ein umfangreiches Waffenarsenal mit einer Anzahl im dreistelligen Bereich sichergestellt worden. Im Zuge des Einsatzes hatte er laut Polizei von vielen Waffen Gebrauch gemacht.

## Reaktionen
„Mein volles Mitgefühl und meine tief empfundene Anteilnahme gilt in diesen Stunden den Angehörigen und den Kolleginnen und Kollegen der zu Tode gekommenen Einsatzkräfte.“ (Werner Faymann (Bundeskanzler): Vienna Online)
„Die Dramatik des heutigen Tages ist ohne Beispiel in der österreichischen Polizeigeschichte. Mein tiefes Mitgefühl gilt den Familien der Opfer. Und mein Dank gilt den Einsatzkräften für ihre Besonnenheit während des Zugriffs.“ (Johanna Mikl-Leitner (Innenministerin): Vienna online) Die Innenministerin lud für den 1. Oktober 2013 auch zu einem Trauergottesdienst im Wiener Stephansdom, zelebriert von Kardinal Christoph Schönborn ein. Die Einladung bezog sich auf die Angehörigen, Mitglieder der Blaulichtorganisationen sowie die gesamte Staatsspitze.
Der österreichische Nationalrat gedachte der Opfer mit einer Schweigeminute.
Auch der Wiener Erzbischof Kardinal Christoph Schönborn bekundete den Angehörigen sein tiefstes Mitgefühl. Besonders berührt hat ihn, „dass sie bei der großen Polizeiwallfahrt in Mariazell am Freitag noch Gott danken konnten, dass im vergangenen Arbeitsjahr kein Beamter in Ausübung seines Dienstes umgekommen ist.“ (Christoph Schönborn (Erzbischof von Wien): Vienna online)
Der niederösterreichische Landeshauptmann Erwin Pröll ordnete in seiner Reaktion die Trauerbeflaggung aller öffentlicher Gebäude in Niederösterreich an.